# Bambey
Bambey è un centro abitato del Senegal, situato nella Regione di Diourbel e capoluogo del Dipartimento di Bambey.